# Le Bourget-du-Lac
Le Bourget-du-Lac är en kommun i departementet Savoie i regionen Auvergne-Rhône-Alpes i sydöstra Frankrike. Kommunen ligger i kantonen La Motte-Servolex som tillhör arrondissementet Chambéry. År 2022 hade Le Bourget-du-Lac 5 077 invånare.

## Befolkningsutveckling
Antalet invånare i kommunen Le Bourget-du-Lac
| Referens: INSEE |